# Хорпаз
Хорпаз (рум. Horpaz) — село у повіті Ясси в Румунії. Входить до складу комуни Мірослава.
Село розташоване на відстані 317 км на північ від Бухареста, 6 км на південний захід від Ясс.

## Населення
За даними перепису населення 2002 року у селі проживали 890 осіб, з них 889 осіб (99,9%) румунів. Рідною мовою 889 осіб (99,9%) назвали румунську.